# جمعیت‌شناسی جهان
جمعیت‌شناسی جهان (انگلیسی: Demographics of the world) زمین تا سال ۲۰۲۳ بیش از ۸ میلیارد جمعیت دارد، با تراکم جمعیت ۵۰ نفر در هر کیلومتر مربع (۱۳۰ در هر مایل مربع)، به استثنای جنوبگان. نزدیک به ۶۰ درصد از جمعیت جهان در آسیا زندگی می‌کنند که تقریباً ۲٫۸ میلیارد نفر در کشورهای چین و هند در مجموع زندگی می‌کنند. درصد سهم هند، چین و بقیه جنوب آسیا از جمعیت جهان در چند هزار سال گذشته از تاریخ ثبت شده در سطوح مشابه باقی مانده‌است. نرخ سواد جهان در ۴۰ سال گذشته به طرز چشمگیری افزایش یافته‌است، از ۶۶٫۷٪ در سال ۱۹۷۹ به ۸۶٫۳٪ امروز. سطوح پایین‌تر سواد بیشتر به فقر نسبت داده می‌شود. نرخ‌های باسوادی پایین‌تر بیشتر در آسیای جنوبی و آفریقای جنوب صحرا مشاهده می‌شود. بزرگ‌ترین گروه ملیت جهان چینی‌ها است و ماندارین از نظر گویشوران بومی بیشترین صحبت را در جهان دارد.